# Apollo Theater (New York)
Het Apollo Theater, aan de 254 West 125th Street in de wijk Harlem in het New Yorkse stadsdeel Manhattan, is een van de bekendste opvoeringsplekken van 'zwarte muziek' (jazz, soul, blues, pop) in de Verenigde Staten. De opvoeringshal werd in 1914 geopend.

## Geschiedenis
Nadat al sinds de jaren 1870 een danszaal met dezelfde naam in New York had bestaan, was in het theater in de 125th Street (gebouwd in 1913) tijdens de jaren 1920 een burlesque-speellocatie, Hurtig and Seamon's New Burlesque, pas in 1928 hernoemd in Apollo, die echter zoals toentertijd in de Verenigde Staten gebruikelijk alleen voor blanken toegankelijk was. In 1932 kocht de theaterproducent Sidney S. Cohen het Apollo. In 1934 opende Cohen het Apollo ook voor Afro-Amerikaans publiek. Begin jaren 1930 was de bevolking van de buurt gemengd, midden jaren 1930 daarentegen al overwegend Afro-Amerikaans. Cohen hoopte in het begin niet alleen op meer publiek door deze opening, maar ook op besparingen bij de artiesten-gages door verbintenissen met zwarte artiesten. Na Cohens dood nam zijn partner Morris Sussman in 1935 samen met Frank Schiffman, die al het Harlem Opera House leidde, het theater, dat balkonrijen en in totaal rond 2000 zitplaatsen had.
In de periode die Harlem Renaissance wordt genoemd, voor de Tweede Wereldoorlog, begon hier de carrière van artiesten als Ella Fitzgerald (die na haar optreden in de Amateur Night direct werd gecontracteerd door Chick Webb), Sarah Vaughan en Billie Holiday, die in de regelmatig plaatsvindende Amateur Night-shows hun kans kregen. Zijn hoogtepunt als opvoeringszaal van jazzmuziek had het tijdens de jaren 1930 en 1940, toen muzikanten als Duke Ellington, Louis Armstrong en Count Basie hier optraden. In 1950 trad Nat King Cole op in het Apollo, waar hij in zijn garderobe werd gefotografeerd door de Franse fotograaf Eric Schwab. Het publiek was soms erg kritisch, zo werd Lena Horne een keer van het podium verjaagd doordat ze bekogeld werd met pennies. Later werd het ook het trefpunt van Motown-artiesten, zoals Diana Ross, The Jackson 5 en The Supremes en van soulmuzikanten als Marvin Gaye en James Brown, die na zijn dood in 2006 werd opgebaard in het Apollo.
Tijdens de jaren 1960 begon de neergang van het theater, dat eind jaren 1970 de poorten sloot. In 1983 kreeg het gebouw een monumentenstatus en werd het in 1985 heropend met het op televisie uitgezonden gala Motown Salutes the Apollo. In 1991 werd het gekocht door de staat New York en vanaf 1992 wordt het geleid door de non-profit-organisatie Apollo Theater Foundation. Hier vinden ook regelmatig weer de opvoeringen Showtime at the Apollo en elke woensdag de Apollo Amateur Night plaats voor nieuwe talenten. Vanaf december 2005 startte de eerste fase van een grondige restauratie.
Na de dood van Michael Jackson in 2009 verzamelden zich duizenden fans bij het Apollo Theater. De Jacksons hebben hier in het begin van hun carrière opgetreden. Michael Jackson had eind jaren 1960 deelgenomen aan de Amateur Night en deze gewonnen.
Het theater diende ook als decor voor filmopnamen (waaronder Downtown - A street tale) en voor politieke evenementen zoals in 2002 voor fondsenwerving voor de presidentskandidatuur van Bill Clinton.
Het is een van de bezienswaardigheden van Harlem en het kan bezocht worden in het kader van toeristische rondleidingen.